# Пінон тонганський
Пі́нон тонганський (Ducula pacifica) — вид голубоподібних птахів родини голубових (Columbidae). Мешкають на островах Меланезії і Полінезії.

## Опис

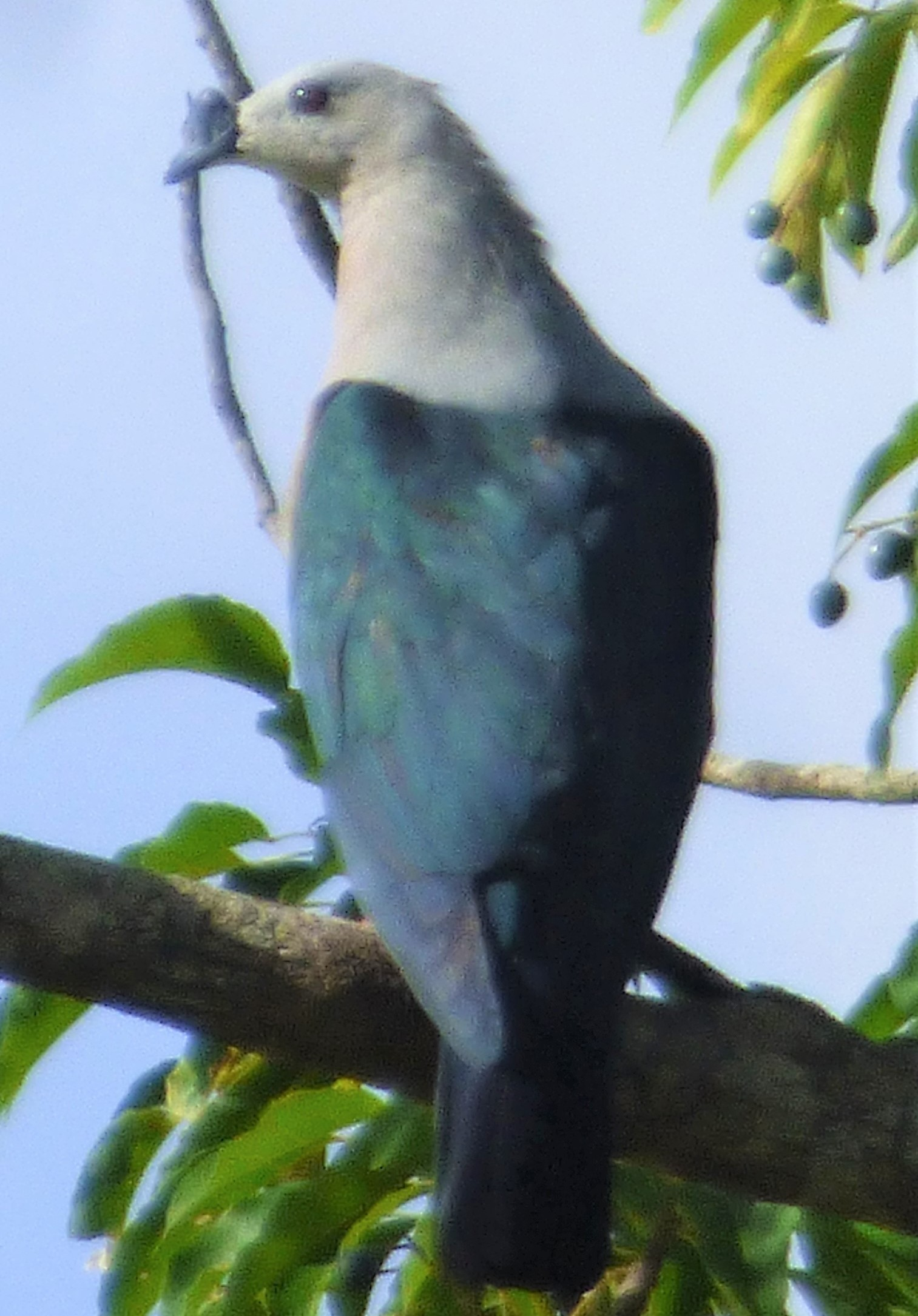
Тонганський пінон

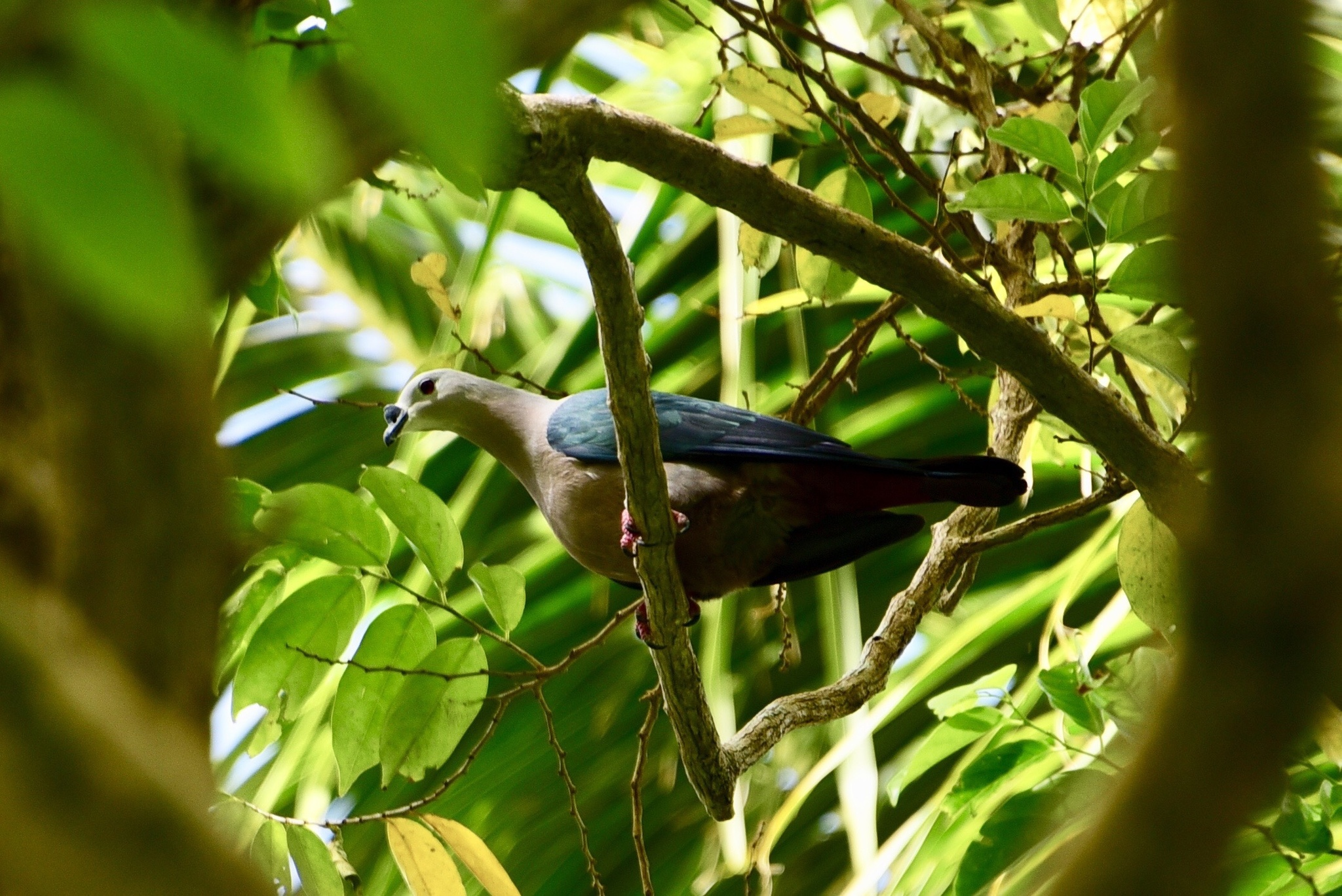
Тонганський пінон

Довжина птаха становить 36-43 см, вага 370-420 г. Виду не притаманний статевий диморфізм. Восковиця помітно збільшена, чорна, пір'я біля основи дзьоба кремово-жовте, обличчя, лоб і тім'я темно-сірі. Шия темно-сіра, спина, плечі і крила темно-оливково-зелені, блискучі. Махові пера більш темні, менш блискучі, стернові пера темні, мають блакитнуватий відтінок, края і кінчики стернових пер мають зелений відблиск. Підборіддя кремово-жовте, скроні і горло темно-сірі. Груди бордові, живіт бордовий або рудувато-коричневий. Боки і стегна темно-сірі, іноді рудувато-коричневі. Нижні покривні пера хвоста каштаново-коричневі. Нижні покривні пера крил чорнуваті. Райдужки червоні або темно-карі, навколо очей вузькі сірі кільця. Дзьоб чорний, лапи яскраво-оранжево-червоні.

## Підвиди
Виділяють два підвиди:
- D. p. sejuncta Amadon, 1943[6] — острівці на північ від Нової Гвінеї, північні острови архіпелагу Бісмарка (Західні острови[en], острови святого Маттія[en]), острови Грін;
- D. p. pacifica (Gmelin, JF, 1789) — архіпелаг Луїзіада, Соломонові острови, Фіджі, Тонга, Волліс і Футуна, Тувалу, Вануату, Кірибаті, Нова Каледонія, острови Кука, Самоа, Токелау і Ніуе.

## Поширення і екологія
Сірошиї пінони мешкають у Папуа Новій Гвінеї, на Соломонових Островах, Фіджі, Тонзі, Тувалу, Вануату, Кірибаті, Самоа, Американському Самоа, на Новій Каледонії, Ніуе, Токелау, Островах Кука та на островах Волліс і Футуна. Вони живуть у вологих рівнинних і гірських тропічних лісах, у вологих і сухих чагарникових заростях, на кокосових плантаціях і в садах. Зустрічаються поодинці або парами, іноді зграями до 50 птахів, на висоті до 1000 м над рівнем моря. Живляться плодами, відіграючи важливу роль у поширені деяких видів рослин. Ведуть кочовий спосіб життя, долають простори Тихого океану в пошуках сезонних плодів. Тонганські пінони є традиційним об'єктом полювання для багатьох корінних мешканців Океанії.

## Збереження
МСОП класифікує цей вид як вразливий. За оцінками дослідників. популяція сірошиїх пінонів становить від 3500 до 15000 птахів. Їм загрожує знищення природного середовища і полювання. Підвид D. c. nigrorumЮ, імовірно, вимер.